# Hall Snorrason
Hall Snorrason (Hallr Snorrason) var en isländsk furstelovskald som levde på 1100-talet. Enligt Skáldatal diktade han lovkväden om den norske kungen Magnus Erlingsson, vid vars hov han troligen uppehöll sig åren 1181–82. Två lausavísur, som finns i Sverres saga i Flatöboken och handlar om hur kungen seglar från Trondheim till Bergen hösten 1181, skulle kunna härröra från ett sådant kväde. En halvstrof ur vad som tycks ha varit ett annat furstekväde tillskrivet ”Hall”, citeras av Snorre Sturlasson i Skáldskaparmál (58):
| Heiðinga sleit hungri hárr gylðir naut sára, granar rauð gramr á Fenri, gekk úlfr í ben drekka. | Hedbornas [vargarnas] hunger stillades, den grå ylaren njöt av såren. Kungen rödfärgade Fenres läppar, ulven kom för att dricka ur såren. |  |

Det har antagits att detta är vad som återstår av en drapa som Hall Snorrason diktat om Magnus Erlingsson. Snorre nämner dock varken skaldens tillnamn eller patronymikon, varför diktaren lika gärna kan ha varit en viss Hall munk (Hallr munkr), som enligt Skáldatal var hovskald hos Harald Gille på 1130-talet. 
Båda skalderna är i övrigt okända.